# 威廉·哈特内尔
威廉·哈特内尔（William Henry Hartnell，1908年1月8日—1975年4月23日） 是一位英格蘭演员。1963年－1966年期间，他在长寿BBC科幻电视剧《神秘博士》中第一个演出了博士。